# Bob Stroger
Bob Stroger (* 27. Dezember 1930 in Hayti, Missouri, USA) ist ein US-amerikanischer Bluesmusiker (E-Bass, Gesang) und Songwriter.

## Biografie
Bob Stroger wurde am 27. Dezember 1930 auf einer Farm bei Hayti (Missouri) geboren. 1955 zog er mit seiner Familie nach Chicago (Illinois). Sie wohnten auf der West Side in einer Wohnung hinter Silvio’s Nachtclub. Was Stroger in dem Club sah und hörte, unter anderem Auftritte von Howlin’ Wolf und Muddy Waters, weckte sein Interesse am Blues. Nachdem er die Band von J. B. Hutto gesehen hatte, in der sein Schwager Gitarre spielte, lernte er auf einer Gitarre Bassbegleitung zu spielen, bevor er schließlich einen E-Bass erwarb. Er gründete mit seinem Bruder zunächst die Band „The Red Tops“, die dann in „Joe Russell and the Blues Hustlers“ überging. Danach spielte er eine Zeitlang Jazz bei Rufus Forman, doch seine lange Karriere als Bluesmusiker begann Stroger Ende der 1950er Jahre bei dem Gitarristen Eddie King. Seine erste Studioaufnahme war Kings Single Love You Baby (1960). Zeitweise arbeitete Stroger auch in Fabriken und anderen Jobs.
Er begleitete King fünfzehn Jahre lang, bis dieser 1973 umzog. Danach legte Stroger einige Jahre eine musikalische Pause ein. Sein Interesse wurde neu geweckt, als er Otis Rush empfohlen wurde, den er in den späten 1970er und 1980er Jahren begleitete. Er tourte mit Rush durch Europa und spielte auf einigen seiner Alben mit, etwa Troubles Troubles (1978, später neu veröffentlicht als Lost in the Blues) und Live in Europe (1986).
Dann war Stroger eine Zeit lang als Sessionmusiker tätig. Ende der 1980er und Anfang der 1990er Jahre arbeitete er mit Sunnyland Slim und der Bluesband „Mississippi Heat“ zusammen. Anschließend bildete er mit Odie Payne die Rhythmusgruppe beim American Folk Blues Festival in Europa. Ermutigt von Sunnyland Slim begann Stroger zu singen und eigene Songs zu schreiben. 1997 spielte Stroger auf Mark Hummels Album Heart of Chicago. Im gleichen Jahr spielte er Bass auf Golden „Big“ Wheelers Album Jump In. Im folgenden Jahr spielte er mit einer Gruppe von Musikern beim Lucerne Blues Festival in der Schweiz. Dies führte zur Aufnahme seines Debüt-Soloalbums In the House: Live at Lucerne, Vol. 1; das Album, aufgenommen 1998, wurde 2002 von Crosscut Records veröffentlicht.
2006 nahm Stroger in Chicago Bob Is Back in Town auf. 2007 begleitete er Carey Bell auf seinem letzten Album Gettin’ Up: Live at Buddy Guy’s Legends, Rosa’s and Lurrie’s Home (Delmark). Er spielte auch auf Willie „Big Eyes“ Smiths Alben Born in Arkansas (2008) und Joined at the Hip (mit Pinetop Perkins, 2010). 2022 erschien Strogers Album That’s My Name mit der brasilianischen Bluesband „The Headcutters“, die ihn üblicherweise bei seinen Auftritten in Südamerika begleitet.
Bob Stroger ist auch in zwei Filmen zu sehen: The Perfect Age of Rock and Roll (2009) und Sidemen – Long Road To Glory (2016).

## Auszeichnungen
- 2010, 2011, 2013, 2024, 2025: Blues Music Award in der Kategorie „Blues Instrumentalist – Bass“ (bester Bluesbassist)[1]
- 2025: Aufnahme in die Blues Hall of Fame[1]

## Diskografie
- 2002: In the House: Live at Lucerne, Vol. 1 (Crosscut Records) – live aufgenommen beim Lucerne Blues Festival 1998
- 2006: Bob Is Back in Town (Airway Records)
- 2014: Keepin’ Together (Big Eye Records) – Bob Stroger & Kenny „Beedy Eyes“ Smith
- 2022: That’s My Name (Delmark Records) – Bob Stroger & The Headcutters